# Bonuccio Pardini
Bonuccio Pardini (Pietrasanta, 1340 – ...) è stato uno scultore e architetto italiano.
Della famiglia di scultori e di architetti di Pietrasanta, Bonuccio nacque a Pietrasanta nel 1340, figlio di Pardino di Vitale.
Fratello maggiore di Antonio e di Vitale, è il più importante scultore di Pietrasanta della seconda metà del XIV secolo.
Dal 1368 esercita per quasi venti anni la fornitura di marmi all’Opera del Duomo di Pisa e nel 1379 è tra i promotori della costruzione dell´altare di San Nicola nella collegiata di San Martino a Pietrasanta. 
Nel 1380 risulta commerciare anche con Genova in colonnine e capitelli in marmo.
Nel 1383 è inviato dai concittadini come ambasciatore a Lucca; nel 1386 figura amministratore della Confraternita di San Biagio a Pietrasanta.
Il Duomo di Pietrasanta conserva un gruppo di tre opere che si possono ascrivere alla sua mano: 
- La statua della Vergine Annunziata, caratterizzata dalla ricerca di una composta semplicità.
- Il busto di S. Giovanni Battista, bassorilievo nella lunetta esterna del portale del transetto destro.
- Il fonte Battesimale, esagonale e decorato con figure delle Virtù, è datato al 1389 da un'iscrizione con il nome dei committenti posta nel bordo superiore esterno della vasca. In origine il fonte battesimale era collocato in Duomo, ma fu poi trasferito nell’attiguo Battistero.

Nel 1408 Bonuccio è incaricato dei lavori di modifica della romanica Pieve di S. Felicita di Valdicastello; probabilmente le trasformazioni architettoniche in forme gotiche della facciata e dell’interno sono dovute al suo intervento.
Non si hanno ulteriori notizie dell’artista dopo questa data. Sono ignoti la data e il luogo di morte.

## Galleria d'immagini

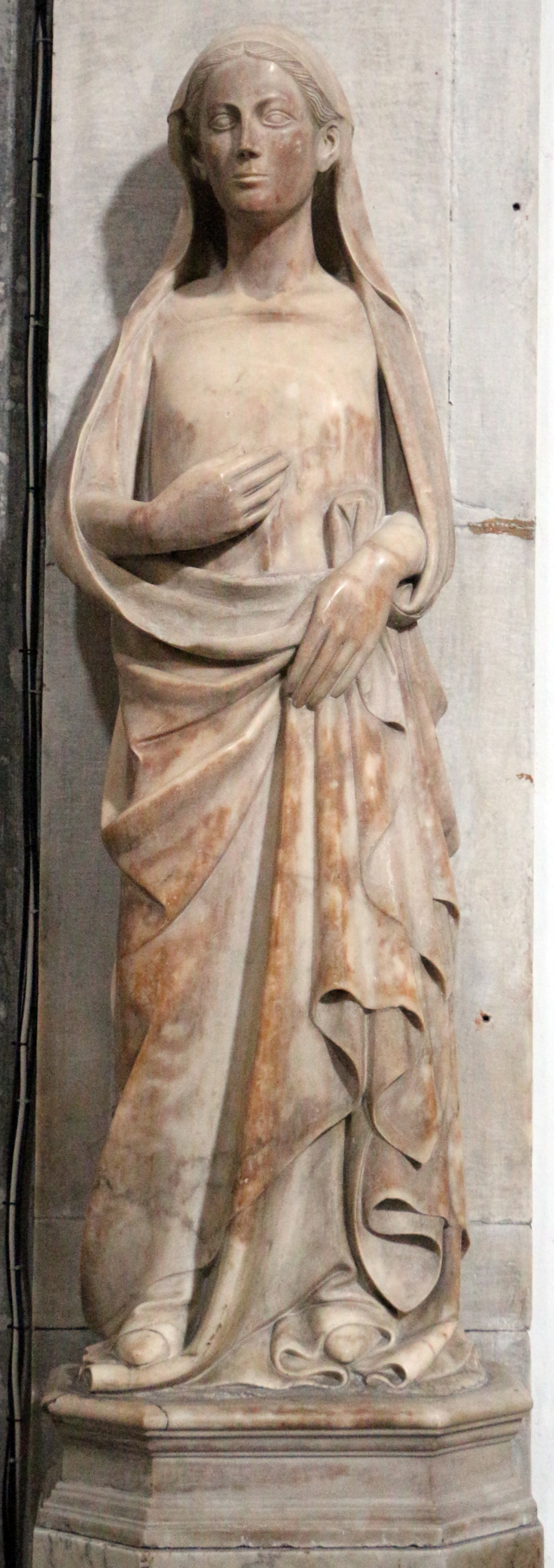
La Vergine Annunciata Pietrasanta, Duomo
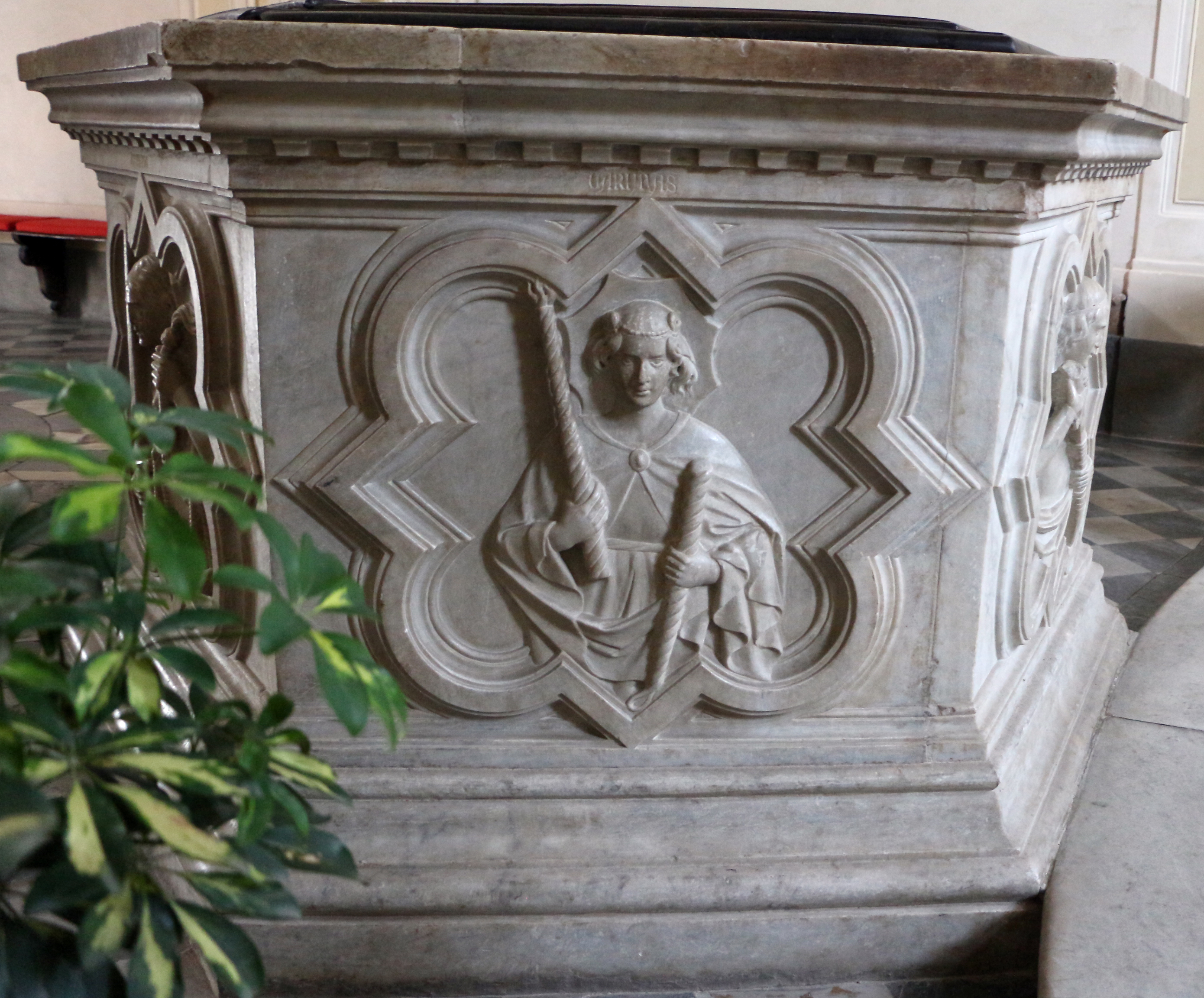
Fonte battesimale, 1389 La Carità Pietrasanta, Oratorio di San Giacinto
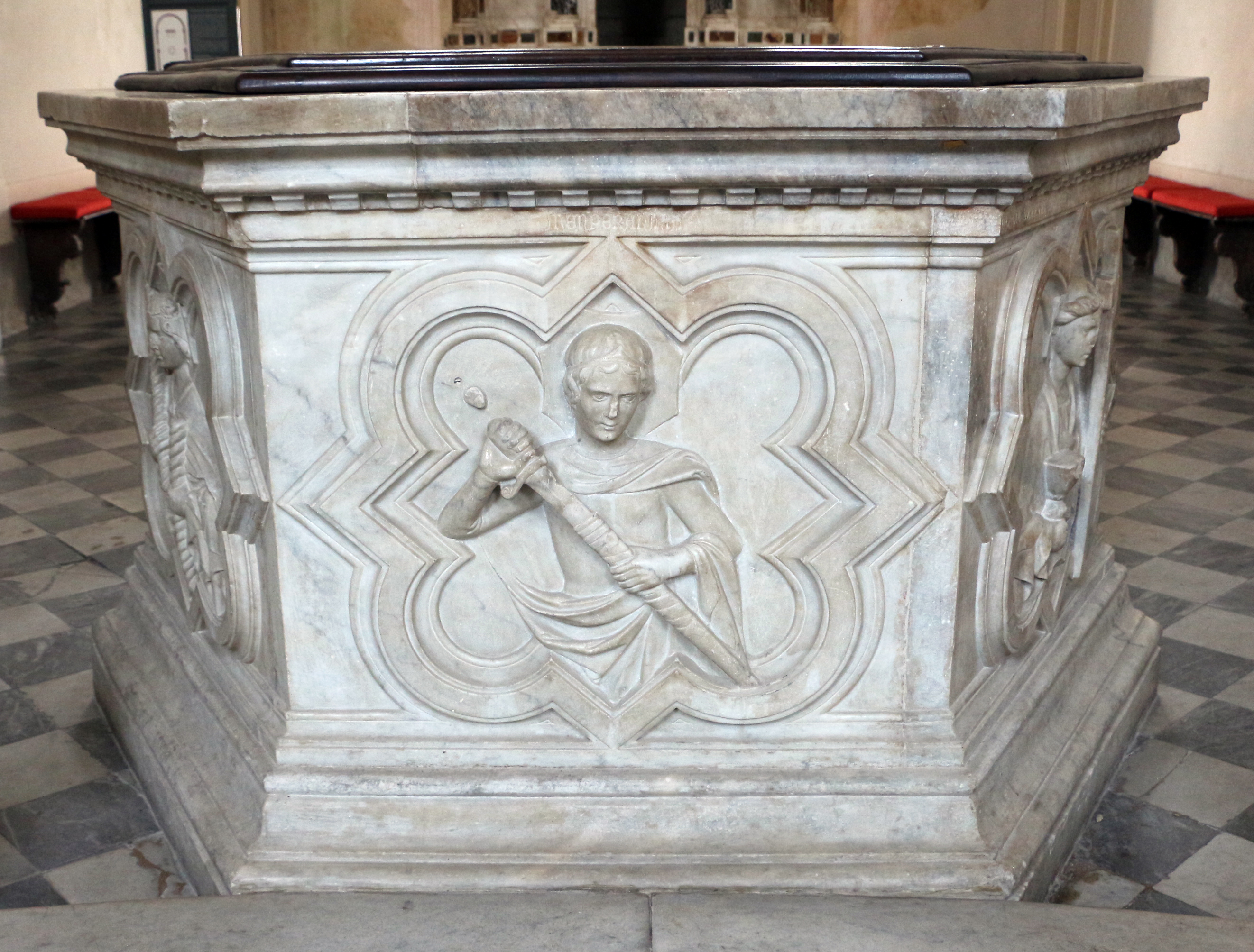
Fonte battesimale La Temperanza
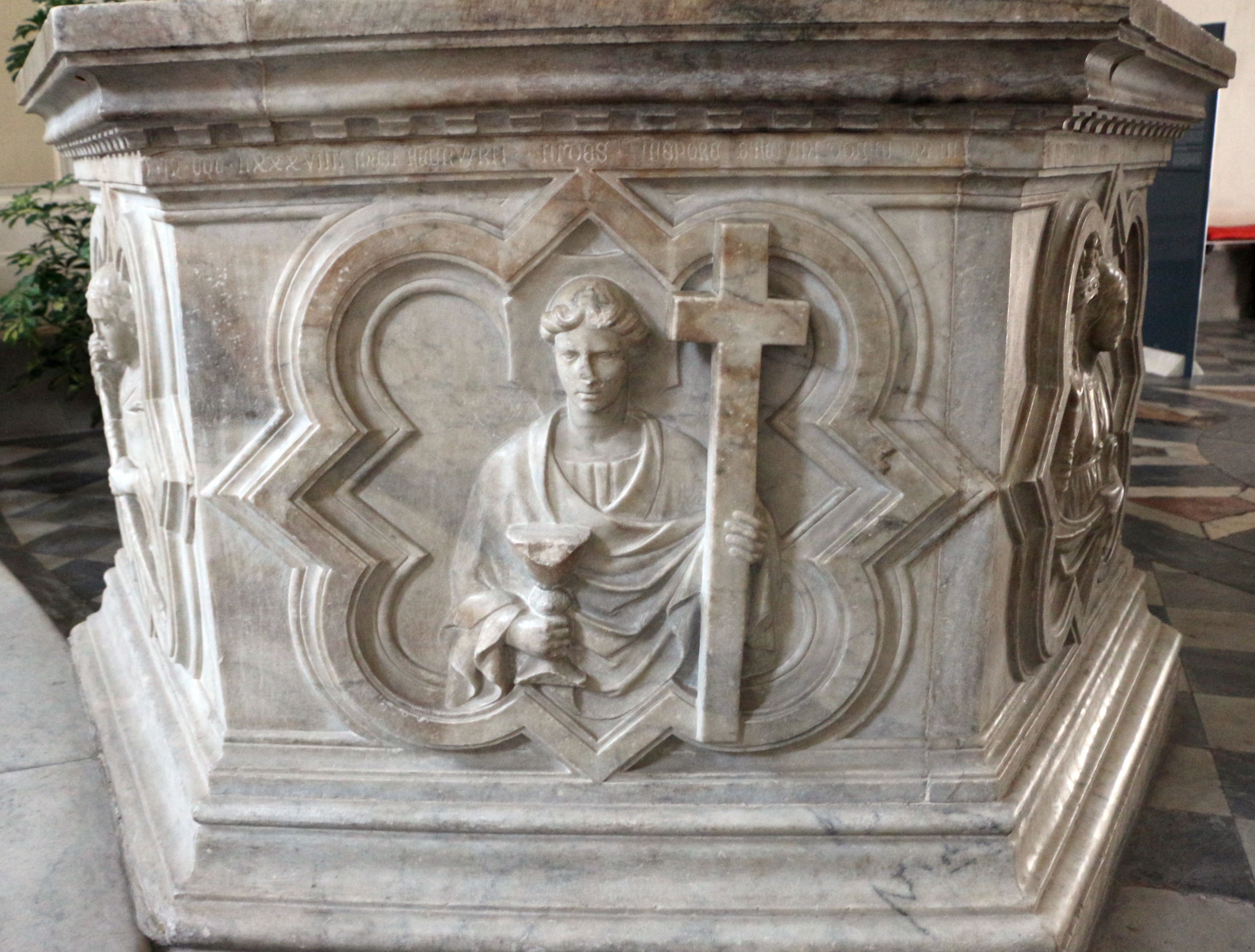
Fonte battesimale La Fede
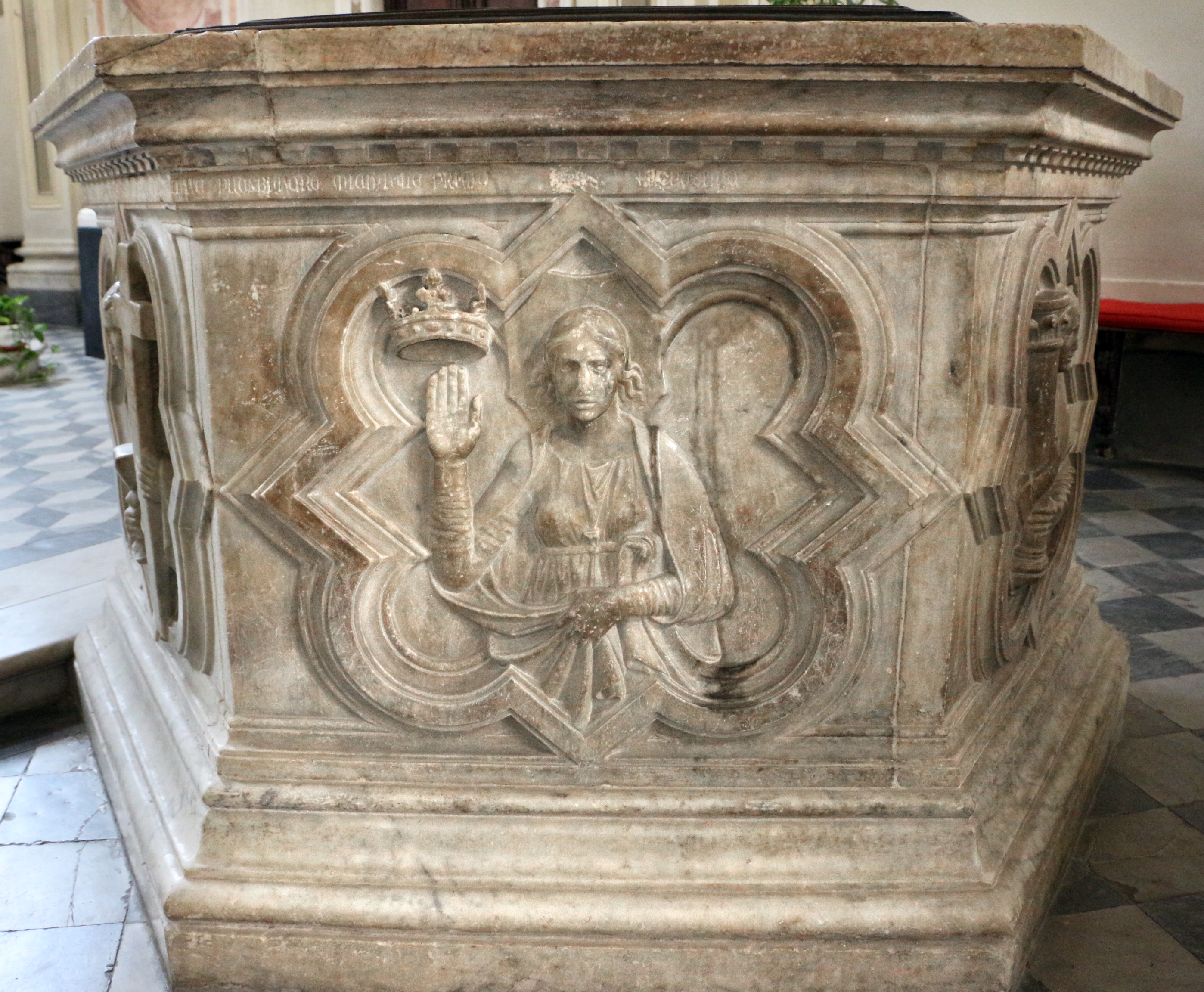
Fonte battesimale La Speranza
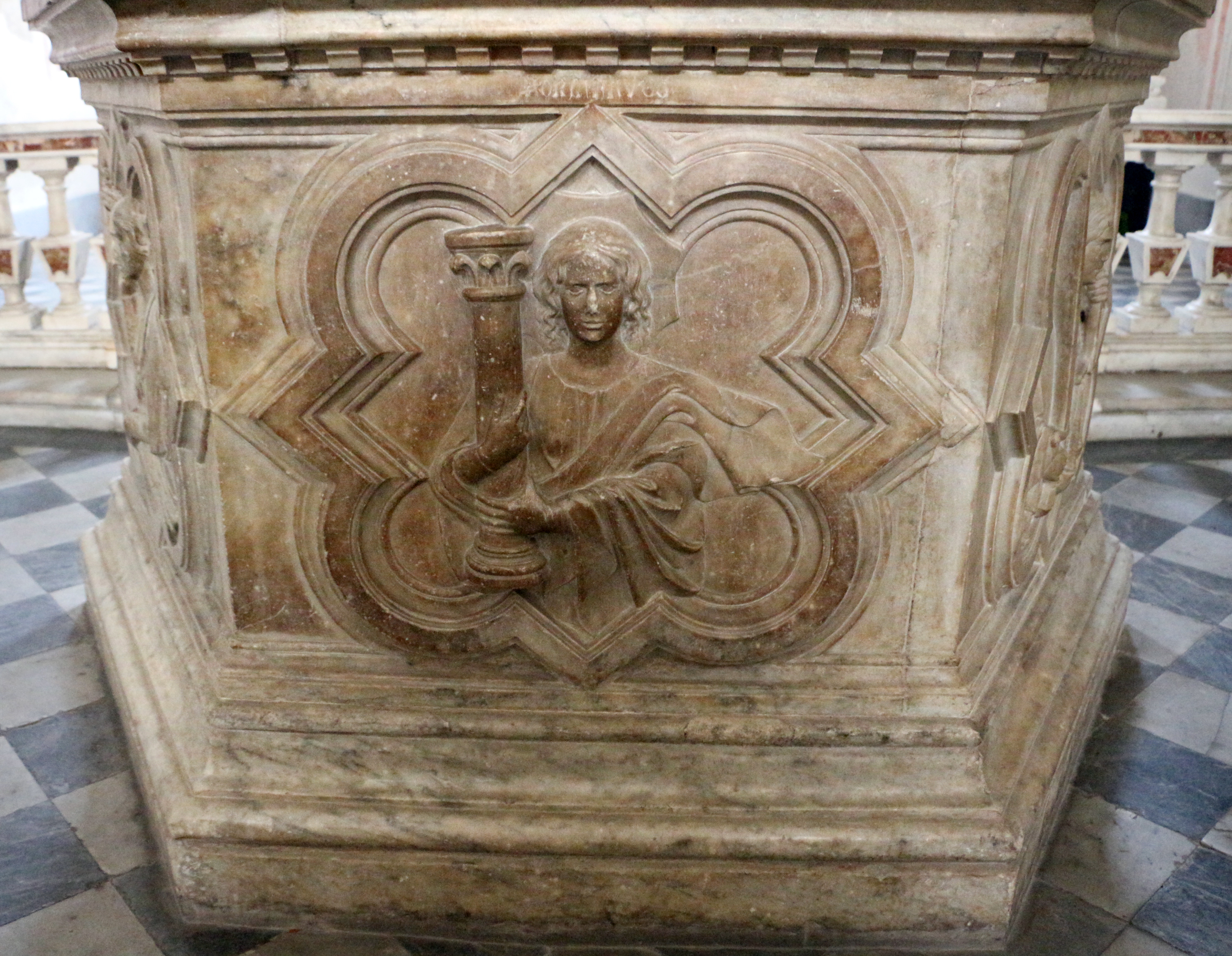
Fonte battesimale La Fortezza